# Hrvaško vojno letalstvo in protizračna obramba
Hrvaško vojno letalstvo in protizračna obramba (izvirno hrvaško Hrvatsko ratno zrakoplovstvo i protuzračna obrana) je veja Oboroženih sil Republike Hrvaške.
Med nalogami Hrvaškega vojnega letalstva in protizračne obrambe tako sodi:
- nadzor in kontrola suverenega zračnega prostora,
- varovanje hrvaškega zračnega prostora nad kopnim in morjem,
- izvajanje iskalno-reševalnih operacij in
- podpora drugih vej oboroženih sil.

## Zgodovina
Hrvaško vojno letalstvo je bilo uradno ustanovljeno 12. decembra 1991 z ukazom predsednika Hrvaške. Osnovo za ustanovitev vojnega letalstva so predstavljali piloti in letalsko osebje, ki so prebegnili iz JLA k Zboru narodne garde ter športni oz. kmetijski zrakoplovi, ki jih je imela na voljo Hrvaška. 

## Organizacija
Trenutna
- Poveljstvo Hrvaškega vojnega letalstva in protizračne obrambe

- Poveljniška četa
- 91. letalska baza (Zagreb)

- Poveljniška četa
- 21. lovska eskadrilja
- 27. transportna letalska eskadrilja
- 28. transportna helikopterska eskadrilja

- 93. letalska baza (Zemunik, Zadar)

- Poveljniška četa
- 20. transportna helikoperska eskadrilja
- 885. gasilska eskadrilja
- Letalska eskadrilja
- Helikopterska šolska eskadrilja
- Tehniški bataljon vojnega letalstva

- Bataljon za nadzor zračnega prostora
- Šolski center vojnega letalstva

## Trenutni zrakoplovi
| Zrakoplov                 | Fotografija   | Država izvora   | Tip                                                     | Verzije                        | V uporabi     | Opombe                                                                               |
| Lovsko letalo             | Lovsko letalo | Lovsko letalo   | Lovsko letalo                                           | Lovsko letalo                  | Lovsko letalo | Lovsko letalo                                                                        |
| ------------------------- | ------------- | --------------- | ------------------------------------------------------- | ------------------------------ | ------------- | ------------------------------------------------------------------------------------ |
| Mikojan-Gurevič MiG-21    | Mig-21bis     | Sovjetska zveza | lovec prestreznik lovec-šolsko letalo lovec prestreznik | MiG-21bisD MiG-21UMD MiG-21bis | 6 4 12        | 8 enosedežnih in 4 dvosedežna letalo modernizirana leta 2014.                        |
| Šolsko letalo             |               |                 |                                                         |                                |               |                                                                                      |
| Pilatus PC-9              |               | Švica           | napredno šolsko letalo lahki jurišnik                   | PC-9M PC-9M (moderniziran /A)  | 17 3          | 1998 leta 1997 odkupljeno od RAAF                                                    |
| Zlin 242                  |               | Češka           | osnovno šolsko letalo                                   | 242L Aerobatic                 | 5             | 2007                                                                                 |
| Gasilsko letalo           |               |                 |                                                         |                                |               |                                                                                      |
| Air Tractor AT-802        |               | ZDA             | gasilsko letalo obalno nadzorno letalo                  | AT-802 F/AF/FireBoss           | 6             | 2008. Eden je bil poškodovan med pristankom 25. junija 2011, a bo bil popravljen.    |
| Canadair CL-415           |               | Kanada          | gasilsko letalo                                         | CL-415                         | 6             | zadnji vstopil v službo februarja 2010                                               |
| Transportno letalo        |               |                 |                                                         |                                |               |                                                                                      |
| Antonov An-32             |               | Ukrajina        | taktično transportno letalo                             | An-32V                         | 2             | modernizirano leta 2004 in 2007                                                      |
| Bombardier Challenger 600 |               | Kanada          | VIP transport                                           | CL-604                         | 1             | vladno letalo s civilno registracijo; uporabljeno tudi za nujen medicinski transport |
| Piper PA-31 Navajo        |               | ZDA             | večnamensko, transportno                                | PA-31P                         | 1             | v postopku zamenjave z Pilatus PC-12                                                 |
| UAV's                     |               |                 |                                                         |                                |               |                                                                                      |
| Elbit Skylark             |               | Izrael          | izvidniško                                              | Skylark I                      | 6             | 2007                                                                                 |
| Elbit Hermes 450          |               | Izrael          | izvidniško                                              | Elbit Hermes 450               | 2             | 2007                                                                                 |
| Vojaški helikopterji      |               |                 |                                                         |                                |               |                                                                                      |
| Mil Mi-17                 |               | Rusija          | bojnopodporni transportni helikopter                    | Mi-171Sh Mi-17-1V              | 10 11         | 2008                                                                                 |
| Mil Mi-8                  |               | Sovjetska zveza | transportni helicopter                                  | Mi-8T Mi-8S                    | 2 1           | večnamenski transport medicinski transport                                           |
| Bell 206                  |               | ZDA             | lahko pomožni šolski helikopter                         | 206B-3                         | 8             | 1997                                                                                 |